# Wan Jianhui
Wan Jianhui (3 de janeiro de 1975) é um ex-halterofilista da China.
Wan Jianhui apareceu no Campeonato Mundial para juniores de 1994 e ele não conseguiu concluir a prova, embora no arremesso tenha ficado em quarto (165) kg, na categoria até 70 kg.
No campeonato mundial para juniores de 1995, ele ficou em segundo e no mundial desse mesmo ano, aberto, sem limitação de idade, terminou em quinto. Participou dos Jogos Olímpicos de 1996 e obteve a sétima posição, com 332,5 kg no total combinado (152,5 no arranque 180 no arremesso), na categoria até 70 kg.
No Campeonato Asiático de 1997, em Yangzhou, Wan definiu um recorde mundial no arranque — 163 kg, na categoria até 70 kg. Este foi o último recorde mundial dessa classe de peso, até a reestruturação (das classes de peso), que a Federação Internacional de Halterofilismo fez em 1998.
No Campeonato Mundial de 1998, em Lahti, ele definiu novo recorde mundial no arranque, agora na categoria até 69 kg — 158 kg.
Campeão asiático em 2000, nos Jogos Olímpicos de Sydney Wan Jianhui levantou 147,5 kg no arranque, mas não conseguiu marca no arremesso e não obteve marca para o total combinado.
Quadro de resultados
| Ano  | Competição                | Lugar      | Total       | Posição | Arranque | Posição | Arremesso | Posição | Classe de peso |
| ---- | ------------------------- | ---------- | ----------- | ------- | -------- | ------- | --------- | ------- | -------------- |
| 1994 | Campeonato Mundial Júnior | Jacarta    | /           |         |          |         | 165 kg    | 4.      | –70 kg         |
| 1995 | Campeonato Mundial Júnior | Varsóvia   | 320 kg      | 2.      | 145 kg   | 1.      | 175 kg    | 2.      | –70 kg         |
| 1995 | Campeonato Mundial        | Guangzhou  | 332,5 kg    | 5.      | 150 kg   | 4.      | 182,5 kg  | 6.      | –70 kg         |
| 1996 | Jogos Olímpicos *         | Atlanta    | 332,5       | 7.      | 152,5 kg |         | 180 kg    |         | –70 kg         |
| 1997 | Campeonato Asiático       | Yangzhou   | 342,5 kg ** | (?)     | 163 kg   | 1.      | 180 kg    |         | –70 kg         |
| 1997 | Campeonato Mundial        | Chiang Mai | 340 kg      | 3.      | 155 kg   | 3.      | 185 kg    | 4.      | –70 kg         |
| 1998 | Campeonato Mundial        | Lahti      | 340 kg **   | 3.      | 158 kg   | 2.      | 182,5 kg  | 7.      | –69 kg         |
| 1998 | Jogos Asiáticos           | Bangkok    | 340 kg      | 2.      | 155 kg   | 1.      | 185 kg    | 2.      | –69 kg         |
| 1999 | Campeonato Mundial        | Atenas     | /           |         |          |         | 180 kg    | 13.     | –69 kg         |
| 2000 | Campeonato Asiático       | Osaka      | 337,5 kg    | 1.      | 155 kg   | 1.      | 182,5 kg  | 4.      | –69 kg         |
| 2000 | Jogos Olímpicos *         | Sydney     | /           |         | 147,5 kg |         |           |         | –69 kg         |

* Nos Jogos Olímpicos as medalhas são dadas somente para o total combinado

** Os resultados no total combinado eram padronizados para intervalos de 2,5 kg
Quadro de recordes
| Data                                               | Disciplina | Marca  | Classe de peso | Lugar    |
| 09.07.1997                                         | Arranque   | 163 kg | –70 kg         | Yangzhou |
| Após a reestruturação das classes de peso em 1998: |            |        |                |          |
| 12.11.1998                                         | Arranque   | 158 kg | –69 kg         | Lahti    |